# Индекс автомобильных номеров Израиля

Внешний вид государственного регистрационного номерного знака Израиля (европейский стандарт)

8-значный израильский номерной знак

Внешний вид государственного регистрационного номерного знака Израиля (американский стандарт)

8-значный израильский номерной знак (американский стандарт)

Номерной знак мотоциклов, мопедов и мотороллеров Израиля.

Регистрационные знаки транспортных средств Израиля или Израильские лицензионные знаки используются для регистрации безрельсовых транспортных средств. Представляют собой номерные знаки транспортных средств, изготовляемые из металла или пластика, прикрепляемые к грузовому или легковому автомобилю для государственной идентификации.
Регистрационное управление Министерства Транспорта присваивает транспортному средству номер. 
Израильские регистрационные знаки транспортных средств изготовляются лицензированными фирмами, проводящими техосмотр, такими как Dinamometer.

## Положения в отношении размещения регистрационных знаков
Зарегистрированное в Израиле механическое транспортное средство обязано нести два номерных знака, размещённых спереди и сзади транспортного средства на месте, предназначенном для этой цели производителем (а при отсутствии подобного места — по указанию Управления лицензирования). Исключением являются мотоциклы, прицепы, полуприцепы и велосипеды, освобождённые от обязанности нести передний номерной знак, а также ряд транспортных средств (как-то самосвал, мусоровоз, автобетоносмеситель, прицеп весом более 4 т), обязанных нести на задней части третий номерной знак на высоте не ниже 80 см и не выше 170 см от уровня дороги.
На водителя возложена обязанность поддерживать номерные знаки в чистоте, не допускать визуальных помех от прочих частей транспортного средства или его груза и менять повреждённые знаки на новые.
Действует запрет на удаление номерного знака (за исключением удаления с целью замены на новый знак), а также на внесение в него любых изменений. Запрещено и само вождение зарегистрированного в Израиле транспортного средства без положенных регистрационных знаков, а также вождение такого транспортного средства с номерными знаками, не соответствующими действующим положениям.
Задний номерной знак должен быть подсвечен белым светом (зажигающимся при включении фар), позволяющим видеть знак и нанесённые на него символы с расстояния 20 метров при ясной погоде.

## Внешний вид

### Гражданские регистрационные номера

Израильский опознавательный знак автомобильного номера

Знак Израильского стандарта

Номерной знак коллекционного автомобиля

Внешний вид гражданского регистрационного номерного знака должен соответствовать спецификации № 327 Израильского института стандартов, копия которой хранится в Управлении по делам автомобилей и техобслуживания Министерства транспорта Израиля. Исключением являются номерные знаки велосипедов, вопросы стандартизации в отношении которых переданы муниципальным властям.
Израильские гражданские регистрационные номерные знаки имеют жёлтый световозвращающий фон, на котором изображаются чёрные символы. Слева помещается израильский опознавательный знак, который представляет собой голубой прямоугольник с белыми символами: флагом Израиля, аббревиатурой «IL» и надписью «Израиль» (إسرائيل / ישראל) на иврите и арабском языке. Номерные знаки, установленные до 1 ноября 1999 года, могут не нести надписи на арабском языке. Знаки старого образца не имеют этого голубого прямоугольника.
На номерном знаке также располагается штамп в виде открывающегося книзу схематического кронциркуля, охватывающего букву тав (ת), внутри которой находится буква йуд (י), обозначающие «Израильский стандарт» (ивр. תקן ישראלי‎ те́кен йисреэли́), подтверждающий соответствие номерного знака стандарту Израильского института стандартов.
Регистрационные номера американского стандарта имеют более узкие цифры, голубой прямоугольник располагается в нижней части таблички, а буквы справа от флага.
Коллекционные автомобили, которыми в Израиле считаются транспортные средства (мотоциклы, легковые автомобили, автобусы и грузовые автомобили весом менее 12 т) старше 30 лет, имеют номерной знак, содержащий вместе с регистрационным номером слова «коллекционный автомобиль» (ивр. רכב אספנות‎ ре́хев асфану́т).
С 1980 по 2017 год гражданские регистрационные номера состояли из семи цифр, разделённых дефисами: один после второй цифры, а второй после пятой. Регистрационные номера старого образца (до 1980 года) состоят из шести цифр, в них дефис стоит после третьей цифры. В современных номерах используется шрифт DIN 1451.
С 10 июля 2017 года начата выдача регистрационных номеров, состоящих из восьми цифр, где дефисы стоят после третьей и пятой цифр.

### Другие номерные знаки транспортных средств

Номерной знака автомобиля полиции Израиля

Номерной знака автомобиля дипкорпуса

Номерной знак армейских автомобилей Израиля

Номерной знак автомобилей военной полиции Израиля

- Регистрационные номерные знаки полиции Израиля имеют красный фон с белыми символами. Полицейские номера в своём составе имеют букву мем (מ), означающую слово «полиция» (ивр. משטרה‎ миштара́), и номер, который зависит от звания владельца автомобиля.
- Регистрационные номерные знаки израильских военных автомобилей чёрного цвета с белыми символами. В номер входит буква цади (צ), означающая «армия» (ивр. צבא‎ цава́), и комбинация цифр.
- Регистрационные номерные знаки военной полиции синие с белыми символами. В их состав входят буквы мем и цади (מצ), обозначающие «военная полиция» (ивр. משטרה צבאית‎ миштара́ цваи́т), и набор цифр.
- Регистрационные номерные знаки автомобилей дипломатического и консульского корпусов белые с чёрными цифрами. В их состав входят буквы CD (фр. Corps Diplomatique) или CC (фр. Corps Consulaire), соответственно. Гражданин Израиля, являющийся консулом той или иной страны, вместе с буквами CC, может попросить напечатать на номере флаг страны, которую он представляет. Того же цвета (без указанного буквенного обозначения) номерные знаки автомобилей работников или служащих зарубежных дипломатических или консульских представительств, не являющихся гражданами Израиля и не имеющих дополнительных занятий в Израиле[18].

### Номерные знаки автомобилей Палестинской Автономии

Номерной знак автомобиля Палестинской Автономии (сверху — нового образца, снизу — старого образца)

Номерной знак автомобиля Палестинской Автономии (общественный транспорт)

В Палестинской Автономии номерные знаки имеют белый фон и зелёные символы. С правой стороны, отделённые вертикальной чертой арабская буква Фа (ف), и под ней английская буква P, означающие слово «Палестина». На номерных знаках общественного транспорта в ПА — наоборот, фон зелёный, а символы белые.

## Серии номерных знаков
С переходом на семизначные регистрационные номера в 1980 году новые транспортные средства стали получать номер, последние две цифры которого (называемые «серия» — ивр. סדרה‎ сидра́) означали год производства транспортного средства (цифры 80 для транспортных средств производства 1980 года и т. д.). С 1982 года избыток транспортных средств привёл к необходимости дополнения недостающих номеров посредством дополнительных серий (посредством смены первой восьмёрки в номере серии на пятёрку — например, 54 вместо 84). При этом в номерах транспортных средств, прошедших тяжёлую аварию и восстановление, потребовавшее прохождение повторной регистрации, первая цифра 8 или 5 в номере серии менялась на цифру 6 (например, 64 вместо 84 или 54).
В 1990 году произошёл переход от указания года производства транспортного средства, и введены серии, включающие в качестве двух последних цифр ноль и дополнительную цифру, обозначающую марку автомобиля или компанию-импортёра:
- 02 — для обозначения «Мицубиси» до 1996 года
- 03 — для обозначения «Субару» до 1995 года
- 04 — для обозначения «Хёндэ» и «Дайхацу» 1990 года и автомобилей, импортированных компанией «Лубински» до 1997 года
- 05 — для обозначения «Крайслер», «Судзуки», «Форд» и автомобилей, импортированных компанией «Самлат», до 1995 года
- 06 — для обозначения «Вольво» и «Хонда» до 1994 года, «Рено» и «Ниссан» до 1995 года и автомобилей, импортированных компанией «UMI» до 1993 года
- 07 — для обозначения «Дайхацу» с 1991 по 1994 год, «Дэу» и автомобилей, импортированных компанией «Чемпион» до 1996 года
- 08 — для обозначения «Форд», «Субару», «Вольво», «Хонда», «Ровер» и автомобилей, импортированных компанией «UMI», с 1994 по 1996 год
- 09 — для обозначения «Мазда» до 1994 года, «Тойота» и «Шкода» до 1996 года, «Лада»

После того, как подобные номера были исчерпаны, были введены дополнительные серии, по которым всё же можно было иногда опознать марку автомобиля или компанию-импортёра:
- 10 — для обозначения «Фиат» и «Пежо» 2001 года и «Шкода» 2002 года
- 16 — для обозначения автомобилей, импортированных компанией «Карассо» с 1995 по 1998 год, компанией «Лубински» в 1998 году и «БМВ» с 1998 года
- 17 — для обозначения «Вольво» и «Хонда» с 1996 по 1999 год; серия была использована также и для других автомобилей в 1999 году
- 18 — для обозначения «Фольксваген», «Ауди» и «Сеат» с 1997 по 2000 год, «Опель», «Шевроле» и «Бьюик» с 1997 по 1998 год
- 19 — для обозначения автомобилей, импортированных компанией «Махширей Тнуа» с 1995 по 1996 год, «Мазда» и «Форд» 1995 года, «Фиат» 1996 года, «Тойота» с 1997 по 1998 год
- 20 — для обозначения «Мицубиси», «Хёндэ» и «Мерседес» с 1995 по 1998 год
- 23 — для обозначения «Субару» до 1997 по 2004 год, автомобилей, импортированных компанией «Лубински» в 2000 году, «Шевроле», «Исудзу» и «Форд» 2000 года
- 24 — для обозначения «Фиат» 2000 года и автомобилей, импортированных компанией «Лубински» в 2000 году
- 27 — для обозначения автомобилей, импортированных компанией «Махширей Тнуа» с 1997 по 1998 год, «Мазда» и «Тойота» 1998 года, «Фиат» и «Киа» с 1996 по 2000 год
- 28 — для обозначения «Мазда» и «Форд» с конца 1995 по 1997 год, автомобилей, импортированных компанией «Махширей Тнуа» с 1998 по 2005 год
- 29 — для обозначения «Мазда» и «Форд» с 1999 по 2001 год
- 30 — для обозначения «Daewoo» и «Дайхацу» 1996 года
- 35 — использовалась в качестве дополнительной серии с 2001 по 2002 год
- 36 — использовалась в качестве дополнительной серии в 2002 году

Восстановленные после тяжёлой аварии транспортные средства получали в те годы регистрационный номер серии 66.
В 2003 году была введена серия 50, за которой последовала серия 51 (2003—начало 2004), а затем последовательные серии: 56 (2003—2004), 57 (2004—2005), 58 (2004—2005), 59 (2004—2005), 60 (с 2006 года) и так далее (так, например, серия 69 сменила серию 68 в апреле 2009 года, серия 72 сменила серию 71 в январе 2010 года).
При этом, несмотря на переход на систему последовательных серий, некоторые серии вне указанного порядка (а также номера внутри неиспользованных до конца серий, предназначенных в прошлом на другие цели) выделялись крупным импортёрам автомобилей или по прочим соображениям регистрационных органов, как-то:
- 01 — после использования для регистрации автобусов была выделена (около 2005 года) под автомобили, импортированные компаниями «Лубински» и «Кольмобиль», а также под мотоциклы
- 13 — использовалась в качестве дополнительной серии в 2005 году
- 16 — для обозначения автомобилей, импортированных компанией «Чемпион» в 2004 году, «Мазда» 2006 года; продолжает использоваться также в отношении автомобилей марки «БМВ»
- 55 — для обозначения «Форд Фокус» 2006 года; с 2011 года номера, начинающиеся на 9, принадлежат коллекционным автомобилям.

Военные автомобили, содержащиеся под гражданской регистрацией, принадлежали, как правило, к сериям 17 (при первых цифрах номера 38 или 49), 24 (при первых цифрах номера 60 или 61), 35 (при первых цифрах номера 49), 52, 53 и 54.
Прочие цифры номера (первые пять цифр) также не всегда следуют по порядку друг за другом внутри серии, например, вследствие выделения групп номеров крупным импортёрам автомобилей.
Особые серии выделены на использование так называемой 1-й стойки Отделения регистрации (ивр. עמדה מס' 1 במשרד הרישוי‎) Министерства транспорта, занимающейся регистрацией следующих транспортных средств: ранее зарегистрированные под особой лицензией (например, под дипломатической, правительственной или армейской лицензией), импортированные владельцем частным образом или по какой-либо причине незарегистрированные официальным импортёром, а также восстановленные после тяжёлой аварии. В отношении таких транспортных средств используются серии 00 и 15 (90-е годы), а также — при условии использовании девятки в качестве первой цифры номера — серии 14, 57, 60, 61, 68, 69, 71, 72 и 73
Помимо этого, были выделены отдельные серии (также указанные посредством двух последних цифр регистрационного номера) для определённых видов транспортных средств:
- 01 — в прошлом использовался для автобусов
- 21, 22 — транспортные средства дипломатического и консульского корпусов
- 25, 26 — такси (серия действует до сих пор); серия 26 такси, зарегистрированные после 2013 г.
- 77 — правительственные автомобили
- 30 — 34, 40 — 49, 90 — 99  — выделены на использование регистрационными органами Палестинской национальной администрации